# علی‌آباد چاه کیچی
علی‌آباد چاه کیچی روستایی در دهستان گنبد علوی بخش مرکزی شهرستان دلگان استان سیستان و بلوچستان ایران است.

## جمعیت
بر پایه سرشماری عمومی نفوس و مسکن در سال ۱۳۹۵ جمعیت این روستا ۶۱ نفر (۱۵خانوار) بوده‌است.